# Paccius quadridentatus
Paccius quadridentatus är en spindelart som beskrevs av Simon 1898. Paccius quadridentatus ingår i släktet Paccius och familjen flinkspindlar.
Artens utbredningsområde är Seychellerna. Inga underarter finns listade i Catalogue of Life.